# Callipterinella tuberculata
Callipterinella tuberculata är en insektsart som först beskrevs av Von Heyden 1837. Enligt Catalogue of Life ingår Callipterinella tuberculata i släktet Callipterinella och familjen långrörsbladlöss, men enligt Dyntaxa är tillhörigheten istället släktet Callipterinella och familjen borstbladlöss. Arten är reproducerande i Sverige. Inga underarter finns listade i Catalogue of Life.